# 西田博
西田 博（にしだ ひろし 1954年 - ）は、元法務省矯正局長。初の刑務官出身の法務省矯正局長。

## 経歴
- 1954年（昭和29年） 高知県出身[2]。
- 1977年（昭和52年） 中央大学法学部卒業後、法務省入省[1]。
その後、盛岡少年刑務所長、法務省矯正局総務課国際企画官、広島矯正管区第二部長、法務省矯正局参事官、法務省大臣官房参事官（矯正担当）、法務省矯正局総務課長などを務める[2]。
- 2011年（平成23年） 法務省大臣官房審議官（矯正局担当）[1]。
- 2013年（平成25年）1月 法務省矯正局長[1]。
- 2014年（平成26年）12月 退官。後任には小川新二最高検検事が起用された[3]。
- 2018年（平成30年）6月 東京博善社長に就任。

## 著書
- 『新しい刑務所のかたち 未来を切り拓くＰＦＩ刑務所の挑戦』（小学館集英社プロダクション、2012年7月）
- 『刑務官へのエール ～法務省“刑務官”局長のひとりごと』（廣済堂出版、2014年11月30日）